# Kronach
Kronach è un comune tedesco di 17 884 abitanti, situato nel distretto dell'Alta Franconia, nel land della Baviera.
Posta al centro della regione del Frankenwald, è il capoluogo del circondario di Kronach. 
È la storica sede della compagnia Loewe.